# Рачунарско размишљање
Рачунарско размишљање (РР) је процес који генерализује решење за неодређене проблеме. Отворени проблеми подстичу потпуне, смислене одговоре на основу више промењивих, које захтевају да користе разлагање, репрезентацију података, уопштавање и моделирање алгоритама који се заснивају на рачунарском размишљању. Рачунарско размишљање захтева разлагање целокупног процеса одлучивања, променљиве укључене у сва могућа решења, обезбеђујући да се право одлука доноси на основу одговарајућих параметара и ограничења проблема. Термин рачунарско размишљање је први пут користио Симор Паперт 1980.. године, а поново у 1996 Рачунарско размишљање може да се користи да се алгоритмички реше сложене проблеме обима, и често се користи да оствари велике побољшања у ефикасности.

## Преглед
Карактеристике које дефинишу рачунарско размишљање су разлагање, представљање података, генерализација / апстракција, и алгоритми. По разлагању проблема, идентификују се промењиве које се баве применом представљања података, и стварање алгоритама, представља генеричко решење. Генеричко решење је генерализација или апстракција која се може користити у решавању мноштво варијације иницијалног проблема.
Фраза компјутерско размишљање је доведен на чело рачунарске научне заједнице, као резултат ACM Communications чланка Jeannette Wing. У чланку је предложила да размишљање рачунски је основна вештина за свакога, не само компјутерских научника, а тврди да има значај за интегрисање рачунарских идеја у другим дисциплинама.

### Карактеристике рачунарског размишљања
Рачунарско размишљање је процес решавања проблема који укључују следеће карактеристике:
- Анализирање и логично организовање података
- Подаци моделирање, Компјутерска апстракција података и симулације
- Формулисање проблема које компјутери могу да помогну
- Идентификација, испитивање и спровођење могућег решења
- Аутоматизацију решења путем алгоритма размишљања
- Генерализацију и примену овог процеса на друге проблеме

## Центар за Рачунарско Размишљање
Carnegie Mellon Универзитет у Питсбургу има центар за рачунарско размишљање. Главна активност центра је спровођење сонде или проблем-оријентисан на истраживања. Ове сонде су експерименти које се односе на нове концепте рачунарских проблема и служе да покажу вредност рачунарског размишљања. Сонда експеримент је генерално сарадња између рачунарских научника и стручњака у области коју треба проучити. Експеримент обично траје годину дана. У принципу, сонда ће настојати да пронађе решење да широко примењује на проблем и избегне уско фокусиране теме. Неки примери експеримената са сондом су оптималне логистике трансплантација бубрега и како створити лекове које нису узгајане као отпорне на вирусе дроге.

## Рачунарско Размишљање (РР) за основно образовање
Док рачунарско размишљање се углавном практикује у нивоу факултетског образовања, је стекао своју основу и у К-12 нивоа у STEM образовања. Можете наћи неколицину онлајн институција које обезбеђује наставни план и програм, као и друге сродне ресурсе да изгради и ојача пре студенте са рачунарским размишљањем, анализу и решавање проблема. Један истакнути је Carnegie Mellon Robotics академија. Нуди богат низ тренинга за пред-студенте, као и наставнике. Програми CMU вежба нуде наставне методе скела пutem инжењерског процеса. Постоји још један интернет сајт по имену legoengineering.com. Он нуди сличне ресурсе.
Што се тиче физичког објекта, у централном Њу Џерсију, постоји мала институција, по имену Строминг роботи, која нуди технолошке програме на нивоима од 4 до 12 са фокусом на алгоритамско и рачунарско размишљање путем роботичких пројеката током целе школске године. Студенти могу пратити своју мапу пута почев од четвртог разреда, па све док не дипломирају на колеџу.

## Рачунарско Размишљање (РР) за средње образовање STEM
Проблем-основног учења је важан елемент за науку, технологију, инжењерство и математику, такође познат као STEM, посебно образовање. Повезивање Рачунарско Размишљање чини у контексту решавање проблема процеса присутног и у STEM фокус класе. Карактеристике Рачунарског размишљања су: проблеме распадања преформулисати у мање и управљати сегментима. Ове стратегије омогућавају студентима да трансформишу сложене проблеме у више малих који се не крећу лаксе, али и пружају ефикасан начин размишљања (Винг, 2006). У STEM образовање Рачунарско размишљање се дефинише као скуп когнитивних способности које омогућавају к-12 едукатори који идентификују обрасце, разлажу сложене проблеме у мање кораке, организују и стварају низ корака да обезбеде решења, и граде заступљеност интеракције података кроз симулације . Наставници у STEM фокусираним учионицама које укључују рачунарско размишљање, омогућавају студентима да вежбају вештине решавања проблема, као што су покушаји и грешаке.